# Die Bowery
Die Bowery (Fernsehtitel auch: On the Bowery) ist ein US-amerikanischer Dokumentarfilm aus dem Jahr 1956. Der Film beschreibt die Lebensumstände der Menschen in der Bowery, einem Viertel im Süden des New Yorker Stadtteils Manhattan. In Armut geratene Männer haben sich dem Alkohol ergeben und wandern durch die Straßen des Viertels auf der Suche nach dem nächsten Drink.

## Handlung
Mit seinem Monatslohn kommt der Eisenbahnarbeiter Ray Salyer in der Bowery an und sucht eine Bar auf. Er freundet sich mit dem freundlichen Gorman Hendricks an und beginnt, mit ihm und anderen zu trinken. Als Ray sein ganzes Geld ausgegeben hat, rät Gorman ihm, am nächsten Tag als Tagelöhner zu arbeiten. Allerdings brauchen beide einen Schlafplatz für die Nacht. Gorman schlägt vor, einige Kleidungsstücke aus Rays Koffer zu verpfänden. Als sie den Koffer nach passenden Stücken durchsuchen, kommt eine Taschenuhr zum Vorschein, die Ray aber behalten will. Ray erhält ein wenig Geld für ein Paar Hosen. Das Geld wird für Alkohol ausgegeben. Immer noch ohne Geld für ein Hotelzimmer wandert Ray durch die Straßen, nachdem Gorman den Koffer gestohlen hat.
Am nächsten Morgen liegen schlafende Männer in den Straßen. Ray erwacht und kann sich Arbeit für einen Tag sichern. Gorman sucht die Bar vom Vorabend auf, in der sich Männer aufhalten, die große Pläne haben. Er sucht eine Tagesstätte auf, in der Männer Domino spielen. Später begegnet er Ray und will ihn mit in die Bar nehmen. Doch Ray will nicht mitkommen. Gorman begleitet ihn zu einer christlichen Mission. Die Mission wird von Reverend George Bolton geleitet, einem früheren Bewohner der Bowery. Reverend Bolton versucht die Männer zu evangelisieren, die hier sind, um sich mit kostenlosem Essen zu versorgen. Ray nimmt die Möglichkeit in Anspruch zu baden. Doch als ihm gesagt wird, dass er auf dem Fußboden schlafen muss und keinen Alkohol trinken darf, verlässt er die Mission und kehrt zur Bar zurück.
Wegen einer Frau kommt es zwischen Gorman und Ray zu einem Streit in der Bar. Ray verlässt, nachdem er die Frau im Streit geschlagen hat, die Bar und wird überfallen. Der zusammengeschlagene Ray wird gefunden und weggebracht, damit er von der Polizei nicht wegen Herumtreiberei verhaftet wird. In der Zwischenzeit verpfändet Gorman den Rest von Rays Koffer. Er trifft wieder auf Ray, der nur noch heim nach Chicago und vom Alkohol wegkommen will. Gorman gibt ihm einen Teil des Geldes. Ray, der nicht weiß, woher das Geld stammt, ist erfreut.
Gorman trifft seine Freunde in der Bar und erzählt von seiner „Großzügigkeit“ gegenüber Ray. Er erzählt von Rays goldener Zukunft, doch ein anderer Mann glaubt, dass Ray bald schon wieder zurückkommen werde.

## Kritiken
Bosley Crowther von der Tageszeitung New York Times kritisierte, der Film sei lediglich eine gute Montage guter Fotografien von Betrunkenen, die bis zum Überdruss unter die Lupe genommen würden. Nicolas Rapold von der New York Sun bezeichnete den Film hingegen als erstaunlich, als einen Meilenstein des städtischen Realismus und der unabhängigen Filmproduktion und nannte ihn einen der wesentlichen Filme über New York City. Kenneth Turan von der Los Angeles Times beschrieb den Film als verstörend und zwingend, der manche Kritiker mit seiner scharfkantigen Rohheit entnervt habe.

## Auszeichnungen
Im Jahr 1957 gewann der Film den BAFTA-Award als bester Dokumentarfilm. Bei der Oscarverleihung 1958 war der Film in der Kategorie Bester Dokumentarfilm für den Oscar nominiert. Die Aufnahme in das National Film Registry des National Film Preservation Board erfolgte im Jahr 2008.

## Hintergrund
Die Uraufführung fand am 18. März 1957 in New York statt. Der Produzent Lionel Rogosin, der vorher in der Textilbranche tätig war, begann mit diesem Film seine Karriere als Filmemacher.
In Deutschland wurde der Dokumentarfilm am 26. März 1963 in der ARD erstausgestrahlt.